# Dogue de Bordeaux
Die Bordeauxdogge (frz. Dogue de Bordeaux) ist eine von der FCI anerkannte französische Hunderasse (FCI-Gruppe 2, Sektion 2.1, Standard Nr. 116).

## Herkunft und Geschichte
Im Rassestandard wird die Bordeauxdogge zu den ältesten Hunden Frankreichs gezählt und auf Saupacker des 14. Jahrhunderts zurückgeführt. Bei der ersten französischen Hundeausstellung 1863 wurde die Dogue de Bordeaux unter ihrer heutigen Bezeichnung geführt. Der erste Rassestandard wurde von Pierre Megnin 1896 erstellt und in dem Buch Vom Wesen der wahren Doggen veröffentlicht. Nach den beiden Weltkriegen im 20. Jahrhundert war die Rasse weitgehend zerstört, sie war nach dem Zweiten Weltkrieg vom Aussterben bedroht und nahm ab 1960 einen neuen Aufschwung. Von Raymond Triquet in Zusammenarbeit mit Maurice Luquet stammt der 1971 veröffentlichte FCI-Rassestandard, auf den der heutige Standard zurückgeht.
Bordeauxdoggen erscheinen in der bundesweiten Welpenstatistik des Verband für das Deutsche Hundewesen (VDH) zahlenmäßig im unteren Bereich.
| Jahr       | 2023 | 2022 | 2021 | 2020 | 2019 |
| Welpenzahl | 63   | 95   | 173  | 153  | 202  |

## Beschreibung
Die Bordeauxdogge kann bis zu 70 Zentimeter groß werden. Der Standard sieht eine Größe von 58 bis 66 cm für Hündinnen und 60 bis 68 cm für Rüden vor, wobei die Größe nach unten um einen und nach oben um zwei Zentimeter abweichen darf. Das Haar der Bordeauxdogge ist glatt und kurz. Die Ohren sind hängend, dreieckig und eher kurz. Die FCI beschreibt die Fellfärbung folgendermaßen: einfarbig in allen Abstufungen der Falbfarbe von mahagoni- bis isabellfarbig, auch mit schwarzer und brauner Maske. Auf gute Pigmentierung ist zu achten. Wenige weiße Flecken auf der Brust und an den Enden der Gliedmaßen sind statthaft.

## Verwendung
Die Bordeauxdogge wurde früher zur Jagd, aber auch zum Kampf mit Wölfen und Bären verwendet; sie wird heute als Wachhund, Schutzhund und Familienhund eingesetzt.
In dem Film Scott und Huutsch von 1989 spielt eine Bordeauxdogge eine Titelrolle an der Seite von Tom Hanks.
In der Serie Tequila und Bonetti von 1992 spielt ebenfalls eine Bordeauxdogge eine Titelrolle an der Seite von Jack Scalia.

## Rechtslage
Die Bordeauxdogge gilt aus rechtlicher Sicht in vier deutschen Bundesländern als vermutlich gefährlich und in zwei Schweizer Kantonen als potentiell gefährlich. Im Kanton Genf ist die Haltung verboten. In Österreich steht die Bordeauxdogge in Vorarlberg auf der Rasseliste, es ist dort daher eine Sondergenehmigung des Bürgermeisters zur Haltung erforderlich.

## Doguin
Vermutlich durch Kreuzung mit der Bulldogge entstand der Doguin, der kleiner und leichter war als die Bordeauxdogge.